# Ingersoll Lockwood
Ingersoll Lockwood (Ossining, Nueva York; 2 de agosto de 1841- Saratoga Springs, Nueva York; 30 de septiembre de 1918) fue un abogado, escritor, profesor y diplomático estadounidense. Es particularmente conocido por la serie literaria de novelas de Baron Trump. Sin embargo, escribió otras novelas de literatura infantil, así como la novela distópica, 1900: o; El último presidente, una obra de teatro y varias obras de no ficción. Escribió algo de su no ficción bajo el seudónimo de Irwin Longman.

## Biografía

### Primeros años
Lockwood nació en Ossining, Nueva York, hijo de Munson Ingersoll y Sarah Lewis (née Smith) Lockwood. Munson Lockwood, como sus dos hermanos mayores, Ralph y Albert, era abogado y amigo íntimo de Henry Clay. Sin embargo, Munson alcanzó principalmente prominencia como militar y activista cívico. Era general en la milicia del estado de Nueva York y comandante de su 7.ª Brigada. Gran admirador del estadista húngaro y luchador por la libertad Lajos Kossuth, Munson recaudó activamente fondos para él en Nueva York. También fue uno de los fundadores del primer banco y cementerio de Dale de Ossining y sirvió como director de la prisión de Sing Sing desde 1850 hasta 1855.

### Carrera
Al igual que su padre y sus tíos, Ingersoll Lockwood también se formó como abogado, aunque su primer puesto fue como diplomático. En 1862 fue nombrado cónsul del Reino de Hannover por el presidente Abraham Lincoln. En ese momento era el miembro más joven de la fuerza consular de los Estados Unidos y sirvió en ese cargo durante cuatro años. A su regreso, estableció una práctica legal en la ciudad de Nueva York con su hermano mayor Henry.
En la década de 1880 Lockwood había establecido una carrera paralela como profesor y escritor. En 1884, se casó con Winifred Wallace Tinker, una graduada de Vassar College y aspirante a escritora. Se divorciaron en 1892. Ese mismo año se casó con Edward R. Johnes, abogado de profesión y alfabetizado por vocación. En literatura actual se lo describió como el "asesor literario amable y más comprensivo de Winifred".

### Retiro
Lockwood pasó sus años de retiro en Saratoga Springs, Nueva York, donde publicó su último libro, una colección de poesía titulada In Varying Mood, or, Jetsam, Flotsam and Ligan en 1912. Se abre con fotografías yuxtapuestas de Lockwood a los 35 años y a la edad 70. En el prefacio, escribió:

El final casi ha llegado. Solo estoy esperando que la señal se active y comience mi viaje a las Islas de Blest en los lejanos mares occidentales. Al principio estaba preocupado por mi pequeño ladrido, aunque fuera firme, demasiado profundo en el agua. Fue sobrecargado con presunciones que no serían actuales y mercancías que no serían vendibles en las Islas del Bendito. ¡Por la borda con eso! Ahora que he aligerado el barco, me siento mejor.

Lockwood murió en Saratoga Springs cinco años después a la edad de 77 años.